# Claude-Basile Cariage
Pour les articles homonymes, voir Cariage.
Claude-Basile Cariage né à Vesoul le 26 septembre 1798 et mort dans la même ville le 19 septembre 1875 est un peintre et enseignant français.
Il a notamment été professeur de dessin du peintre Jean-Léon Gérôme.

## Biographie
Claude-Basile Cariage est le fils de Louis-Antoine Cariage (1778-1800) et de Jeanne-Françoise Brandon, mariés le 4 mars 1798. Ses grands parents paternels sont Jean-François Cariage (1744-1794) et Anne Violier.
Il est élève à l'école centrale de Vesoul, puis élève des peintres Jean-Alexis Cornu et Jean-Auguste-Dominique Ingres,.
Il fut le premier à penser à la création d'un musée à Vesoul, mais ne put recueillir les fonds nécessaires pour l'ouvrir.
En 1828, il devient professeur de dessin au lycée de Vesoul. Il y enseignera le dessin pendant 46 ans, où il eu entre autres comme élève le future peintre Jean-Léon Gérôme. Il obtient sa retraite en 1865 et est remplacé par le peintre Victor Jeanneney. Peu après, il dirige l'école de dessin de Vesoul durant quelques années.
Certains de ces tableaux sont conservés au musée Jean-Léon Gérôme de Vesoul.
Il fut père de onze enfants, six d'un premier mariage et cinq d'un second mariage. Son premier enfant Claude-Paul Cariage, fut également peintre.
Il meurt au 16, rue de la Préfecture à Vesoul.
Une rue à Vesoul, dans le quartier des Haberges, porte son nom.
Jean-Léon Gérôme déclara a propos de Claude-Basile Cariage :

« Monsieur Cariage a été mon premier maître et je lui suis profondément reconnaissant des conseils qu’il m’a donnés, quand j’étais encore presque enfant. Sous sa direction j’ai commencé à me pénétrer des proportions relatives des choses ; j’ai appris à mettre en place, et apporté à cette opération toute la bonne volonté imaginable. Il était exigeant et nous habituait à faire tout avec soin, aussi ais-je gardé cette excellente habitude, ne laissant partir un ouvrage que lorsque j’y avait apporté toute ma probité d’artiste, recommençant deux ou trois fois des tableaux qui me paraissaient terminés. C’est guidé par lui que j’ai commencé à peindre. »

## Élèves
- Jean-Léon Gérôme
- Simon Duvent